# 2015
2015. је била проста година.

## Догађаји

### Јануар
- 1. јануар — Литванија је постала 19. члан Еврозоне.
  - У Москви основана Евроазијска економска унија.
- 2. јануар — Јерменија постала 4. члан Евроазијске економске уније.
- 3—10. јануар — Припадници терористичке групе Боко харам напали су град Бага на северу Нигерије и масакрирали преко 2.000 људи.
- 7. јануар — У пуцњави у редакцији сатиричног листа „Шарли Ебдо“, у центру Париза, познатог по карикатурама муслиманских лидера, убијено је 12 људи, укључујући и два полицајца.
- 11. јануар — Колинда Грабар-Китаровић победила у тесном изборном финишу председничке трке на изборима за председника Републике Хрватске.
- 13. јануар — Напад на аутобус у Волновахи као део нове ескалације рата у источној Украјини.
- 14. јануар — Након што је Швајцарска народна банка укинула доњу границу девизног курса према евру, вредност швајцарског франка је драстично порасла.
  - Председник Италије Ђорђо Наполитано је поднео оставку услед старости.
- 20. јануар — Шиитски побуњеници у главном граду Јемена Сани заузели председничку палату.
- 21. јануар — У Загребу умро Кемал Монтено босанскохерцеговачки кантаутор, текстописац, композитор и шансоњер.
- 22. јануар — Артиљеријски напад на станицу транспорта "Доњецкгомарш" "Босе" у Доњецку, при чему је погинуло најмање 8 цивила, а најмање 13 било рањено.
  - ДНР и ЛНР објавиле крај примирја и покренуле контраофанзиву у којој су заузеле Доњецки аеродром и започеле битку за Дебаљцеве (стратешко железничко чвориште).
- 25. јануар — Коалиције радикалне левице (СИРИЗА) коју предводи Алексис Ципрас, победила је на ванредним парламентарним изборима освојивши 149 мандата од укупно 300 мандата.
- 26. јануар — Након избора, Алексис Ципрас је постао председник владе Грчке.
- 27. јануар — Лидер СИРИЗЕ Алексис Ципрас је формирао владу са десно оријентисаном странком Независни Грци.
- 31. јануар — Серђо Матарела је изабран за председника Италије.

### Фебруар
- 1. фебруар — Новак Ђоковић освојио је рекордну пету титулу на Отвореном првенству Аустралије у тенису, победивши Ендија Марија са 3-1.
  - Репрезентација Француске је освојила Светско првенство у рукомету 2015. победом у финалу над Катаром од 25:22.
  - Њу Ингланд патриотси савладали су Сијетл сихоксе са 28:24 на 49. Супербоулу.
- 3. фебруар — Међународни суд правде у Хагу одбацио тужбу Хрватске против Србије, као и противтужбу Србије за геноцид.
- 6. фебруар —  Влада Србије ангажовала је консултанстку кућу бившег британског премијера Тонија Блера, за помоћ у формирању стручних тимова у оквиру кабинета премијера Александра Вучића.
- 9. фебруар — У Београду умро Боба Стефановић српски кантаутор, текстописац, композитор и шансоњер.
- 12. фебруар — У Минску су данас после 17 сати преговарања завршени разговори лидера Русије, Украјине, Француске и Немачке као и разговори Контакт групе који су резултирали усвајањем новог споразума под називом Минск 2, којим је предвиђен прекид ватре од 15. фебруара.
- 18. фебруар — Грчки парламент изабрао је Прокописа Павлопулоса за новог председника Грчке.
  - Новорусијски побуњеници ушли у Дебаљцево, чиме су успоставили везу Доњецк-Луганск.
- 22. фебруар — Најмање три особе су погинуле а више од 10 је повређено у експлозији која се догодила током марша посвећеног годишњици збацивања бившег председника Виктора Јануковича у Харкову.
- 27. фебруар — Борис Немцов, вођа руског опозиционог Покрета солидарности убијен је у центру Москве.

### Март
- 8. март — Земљотрес јачине 4,6 степени Рихтерове скале дана у 21.47 сати по локалном времену, епицентар у селу Мрчићи (Косјерић).
- 9. март — У судару два хеликоптера на северу Аргентине погинуло 10 особа, од којих су 8 били француски држављани. У несрећи су страдали пливачица Камиј Мифа, боксер Алексис Вастен и једриличарка Флоренс Арто.
- 12. март — Исланд повукао кандидатуру за пуноправно чланство у Европској унији.
- 13. март — У ширем рејону аеродрома Сурчин срушио се војни хеликоптер Ми-17 војске Србије. Погинуло је свих 7 путника и чланова посаде, међу њима и беба стара 5 дана.
- 14. март — Тропски циклон „Пам“ опустошио пацифичку државу Вануату. Ветар достизао брзине и до 320 km/час.
- 20. март — Помрачење Сунца је било видљиво широм Европе, а тотално помрачење је било на подручју северније од Фарских острва и Свалбарда.
  - У нападима бомбаша-самоубица на две џамије у Сани погинуло је више од 130 особа.
- 22. март — Новак Ђоковић освојио 50. титулу у каријери победивши Швајцарца Роџера Федерера у финалу Индијан Велса са 2-1.
- 24. март — Копилот авиона Ербас А320 немачке компаније Џерманвингс са 144 путника и 6 чланова посаде је намерно срушио авион у француским Алпима.
- 25. март — Саудијска Арабија је почела ваздушне нападе на хутске милиције и њихове савезнике како су се они почели приближавати Адену, привременом главном граду Јемена.
- 27. март — У 19.42.57 UTC ракетом Сојуз са космодрома Бајконур лансирана трочлана посада ка Међународној свемирској станици. Посаду су чинили Генадиј Падалка и Михаил Корнијенко из агенције Роскосмос и Скот Кели из Насе.

### Април
- 2. април — У нападу припадника Ал Шабаба у студентском граду у Гариси на североистоку Кеније погинуло је најмање 147 људи.
- 13. април — Немачки књижевник и нобеловац Гинтер Грас преминуо у 88. години живота.
- Оснивање Слободне Републике Либерланд.
- 15. април — Српски тенисер Новак Ђоковић проглашен за најбољег спортисту света на церемонији доделе Лауреус награде.
- 19. април — 28 особа је спашено са брода који је потонуо 96 km од либијске обале и на ком се налазило најмање 700 афричких избеглица.
- 21. април — 40 наоружаних особа које су носили униформе са ознакама УЧК, заузело је око два часа ноћу караулу у селу Гошинце, у општини Липково, потврдила је македонска полиција.
- 25. април — У земљотресу магнитуде 7,9 степени који је погодио Непал страдало преко две хиљаде људи (Земљотрес у Непалу 2015.).
- 26. април — Нурсултан Назарбајев пети пут изабран за Председника Казахстана.
  - Македонско министарство унутрашњих послова покренуло је велику полицијску операцију у близини границе са јужном српском покрајином Косовом и Метохијом.
- 27. април — У зворничку полицијску станицу је око 19.10 упао наоружани припадник вехабијског покрета са пушком пумпарицом и пуцао у полицајце. У размени ватре један полицајац је убијен, двојица рањена, а нападач ликвидиран.

### Maj
- 7. мај — Конзервативна партија осваја највећи број гласова на парламентарним изборима у Уједињеном Краљевству и први пут после 18 година добија већину у парламенту.
- 9. мај — У сукобима између македонске војске и терористичке албанске групе у Куманову погинуло 8 полицајаца, 37 их је рањено, а погинуло је 10 терориста.
  - Одржана Парада победе у Москви 2015.
- 14. мај — Виши суд у Београду рехабилитовао је генерала Драгољуба Михаиловића и вратио му грађанска права која су му била одузета у политичко-идеолошком процесу комунистичког режима 1946. године.
- 21. мај — Киргистан постао 5. члан Евроазијске економске уније.
- 23. мај — Ирска је постала прва држава на свету која је легализовала истополне бракове на уставном референдуму.
  - 23. мај — Шведски музичар Монс Селмерлев је победио на Песми Евровизије са песмом Heroes.
- 24. мај — Анджеј Дуда победио је тренутног председника Броњислава Коморовског у другом кругу председничких избора у Пољској.

### Јун
- 1. јун — Путнички брод са 450 особа преврнуо се на реци Јангце на југу Кине.
- 3. јун — Дошло до нове ескалације сукоба у источној Украјини након жестоког окршаја украјинске војске и снага Доњецке народне републике у месту Маринка (предграђе Доњецка).
  - Број пролазака избеглица са Блиског истока путем преко источног Средоземља преко Турске и Грчке, порастао је за више од 500% од почетка години, а више од половине избеглица су били Сиријци, рекао је Фронтекс.
- 5. јун — Терористи Исламске државе пореклом из БиХ и са Косова позвали су муслимане са подручја Балкана на џихад и хиџру (исељавање ради вере), а они који не могу да се боре у Босни, Србији…
- 6. јун — Представник администрације председника Украјине Андреј Лисенко, саопштио је новинарима да Украјина одустаје од Минског споразума.
  - Украјинска војска из самоходних артиљеријских јединица и хаубица жестоко гранатирала Доњецк, причинивши велику материјалну штету и доста повређених цивила.
    - Фудбалери Барселоне освојили су титулу првака Европе победом над Јувентусом 3:1 (1:0) у финалу Лиге шампиона.
- 9. јун — У експлозијама у складишту нафте у Кијеву неколико особа је погинуло, а на десетине повређено.
- 17. јун — У Београду умро Властимир Ђуза Стојиљковић српски филмски и позоришни глумац.
- 20. јун — Репрезентација Србије освојила је Светско првенство у фудбалу до 20. године победом над Бразилом 2-1.
- 25. јун — У топлотно таласу који је захватио Пакистан смртно је страдало више од хиљаду особа.
- 26. јун — Врховни суд САД је легализовао истополне бракове на територији целе земље.
  - У терористичком нападу на хотел у туниском граду Сусу убијено 37 страних туриста, при чему је један нападач убијен, други ухапшен.
    - У сиријском граду Кобани припадници Исламске државе ликвидирали су 146 Арамејаца, а у Француској у фабрици гаса убијен један мушкарац.
- 28. јун — Женска кошаркашка репрезентација Србије освојила је Европско првенство победом над Француском.

### Јул
- 5. јул — Грађани Грчке су већином гласова на референдуму гласали против услова кредитирања који нуде Европска комисија, Европска централна банка и Међународни монетарни фонд.
- 8. јул — Савет безбедности УН није усвојио резолуцију поводом 20 годишњице злочина у Сребреници, пошто је Русија као стална чланица уложила вето.
- 9. јул — Народна скупштина Републике Србије је усвојила предлог посебног закона за утврђивање јавног интереса и посебних поступака експропријације и издавања грађевинске дозволе за пројекат „Београд на води“. Током дискусије, која је у појединим тренуцима попримила и оштар тон, опозициони парламентарци покушали су да укажу на то да је „Београд на води“ због којег се доноси специјални закон који, између осталог, подразумева одузимање земљишта није пројекат од јавног значаја.
- 11. јул — У Меморијалном центру Поточари данас је обележено 20 година од злочина над муслиманским становништвом у Сребреници уз присуство великог броја грађана и страних делегација, међу којима је био и премијер Србије Александар Вучић.
  - Премијер Србије Александар Вучић нападнут је од стране окупљене муслиманске руље на уласку на гробље у Поточарима и задобио ударац каменом и песницом у леву страну главе.
    - У центру Куманова је активирана експлозивна направа која је причинила материјалну штету, али није било жртава ни повређених.
- 12. јул — Српски тенисер Новак Ђоковић одбранио је титулу на Вимблдону, пошто је у великом финалу победио Швајцарца Роџера Федерера са 7:6 (7:1), 6:7 (10:12), 6:4, 6:3.
- 14. јул — Сонда Нови хоризонти је постала прва сонда која је пролетела близу Плутона.
- 20. јул — Најмање 30 особа је погинуло, а око 100 људи је повређено у експлозији у турском граду Суручу, који се налази у близини границе са Сиријом. Турски званичници сумњају да је реч о самоубилачком нападу Исламске државе.
- 22. јул — Чланови тројног председништва Босне и Херцеговине, Младен Иванић, Бакир Изетбеговић и Драган Човић посетили су Србију и састали се са српским премијером Александром Вучићем.
  - У 21.02.44 UTC ракетом Сојуз са космодрома Бајконур лансирана трочлана посада ка Међународној свемирској станици. Посаду су чинили Олег Кононенко из агенције Роскосмос, Чел Линдгрен из Насе и Кимија Јуј из агенције JAXA.
- 24. јул — Турска је отпочела ваздушне ударе на позиције милитаната Исламске државе и курдске Радничке партије Курдистана на северу Сирије и Ирака, после самоубилачког напада у турском пограничном граду Суручу.
- 30. јул — Одлуком министарства грађевине, саобраћаја и инфраструктуре, чији је министар била Зорана Михајловић, држава је поклонила 2213 хектара земље на Златибору приватном предезећу. Процењена вредност земљишта је око 4 милијарде евра.

### Август
- 6. август — Српска глумица Ђурђија Цветић преминула је у Београду после дуге и тешке болести у 73. години.
- 8. август — Ватерполо репрезентација Србије‎ освојила је златну медаљу на СП у Казању победом против Хрватске 11:4.
- 12. август — Велика експлозија у кинеском граду Тјенцину усмртила је 145 људи, док је више стотина збринуто у болницама.
- 14. август — Подизањем америчке заставе у Хавани након пуне 54 године отворена амбасада САД на Куби.
- 16. август — Индонежански цивилни авион ударио у планину на територији Папуе Нове Гвинеје, при чему је свих 54 путника смртно страдало.
- 17. август — Познати кантаутор и шансоњер Арсен Дедић преминуо је у Загребу у 78. години.
- 20. август — Премијер Грчке Алексис Ципрас поднео је оставку.
- 26. август — Убиство Алисон Паркер и Адама Ворда.
- 27. август — После дуге и тешке болести, у 67. години у Ротердаму преминуо је Борис Аранђеловић српски рок музичар и певач групе Смак.
- 28. август — Српска атлетичарка Ивана Шпановић освојила је бронзану медаљу на Светском првенству у Пекингу уз национални рекорд.
- 29. август — Историчар и академик Милорад Екмечић преминуо је у Београду у 86. години живота.
- 31. август — Један припадник националне гарде је погинуо, а готово 100 повређено код зграде украјинског парламента, током сукоба полицајаца и учесника митинга против измена Устава.

### Септембар
- 2. септембар — У 04.37.42 UTC ракетом Сојуз са космодрома Бајконур лансирана трочлана посада ка Међународној свемирској станици. Посаду су чинили Сергеј Волков из Роскосмоса, Ајдин Аимбетов из Казахтана и Андреас Могенсен из Европске свемирске агенције.
- 3. септембар — Главни одбор СПС-а изабрао је за потпредседнике странке Бранка Ружића, Александра Антића, Славицу Ђукић Дејановић, Жарка Обрадовића и Предрага Марковића, а за почасног председника странке Милутина Мркоњића, за председника извршног одбора изабрана је Дијана Вукомановић, а нови шеф посланичког клуба СПС-а је Ђорђе Милићевић. У Главни одбор су именовани Никола Шаиновић и Бата Живојиновић, док је у председништво именован Петар Шкундрић.
- 6. септембар — 6 особа погинуло на релију у шпанској Ла Коруњи након што је један од аутомобила улетео у публику.
- 8. септембар — У бомбашком нападу на истоку Турске, у вилајету Игдир, погинуло је 12 турских полицајаца.
- 9. септембар — Краљица Елизабета II је око 18.30 часова по српском времену постала најдуже владајући британски монарх у историји, престигавши Викторију Хановерску.
- 11. септембар — Најмање 111 особа смртно је страдало када се грађевински кран срушио на Свету џамију у саудијском граду Мека, при чему је и сама зграда џамије значајно оштећена.
- 13. септембар — Србин Новак Ђоковић освојио је Отворено првенство САД у тенису победивши у финалу Роџера Федерера 3:1.
- 14. септембар — Бивши командант Српске војске Крајине генерал Миле Новаковић преминуо је у Бановцима, код Београда, у 65. години.
  - Мађарска полиција затворила је поподне пружни пролаз Хоргош-Сегедин, код места Реска, на српско-мађарској граници, који су избеглице са Блиског истока најчешће користиле за прелазак у ту земљу.
- 16. септембар — У Шид су током ноћи пристигле прве избеглице које су преко Хрватске промениле руту за одлазак у Западну Европу након што је Мађарска затворила границе.
  - Избеглице са Блиског истока пробиле су нешто пре 15 сати ограду на граничном прелазу Хоргош 2 покушавајући да уђу у Мађарску. Око хиљаду миграната поново је пробило ограду око 17.30. Мађарска полиција бацала је сузавац и тукла новинаре РТС-а. На границу су стигли и српски полицајци који треба да спрече даље сукобе.
- 20. септембар — Други пут заредом, а укупно четврти пут одржана парада поноса у Београду заједно са првом транс парадом. Скупови су прошли без већих инцидената.
- 21. септембар — Хрватска је од поноћи затворила гранични прелаз Батровци за теретни саобраћај, док се улаз теретних возила из те земље у Србију и даље одвија уз веће застоје. Премијер Србије Александар Вучић сазвао хитну седницу Владе због потеза Хрватске.
- 24. септембар — Најмање 1100 особа је погинуло и још 934 особе су повређене током стампеда током хаџилука у Саудијској Арабији.
- 24. септембар — Србија је од поноћи увела контрамере Хрватској забранивши увоз робе из ове земље. Забрана се односи и на камионе и вагоне трећих држава који превозе хрватску робу. Хрватска забранила улазак возила са српским таблицама на њену територију.
- 25. септембар — Хрватска је у 17 сати одблокирала границу са Србијом и сва путничка и теретна возила пролазе без оптерећења. Исто је учинила и Србија неколико сати касније.
- 26. септембар — Демократска странка Србије и Покрет Двери организовали су протестни скуп у Београду са којег су затражили да се одустане од продаје Телекома Србије и „распродаје преосталих природних и привредних богатстава Србије“.
- 27. септембар — Премијер Србије Александар Вучић и представник "Игл хилса" Мухамед Алабар поставили су камен темељац за две стамбене куле, чиме је званично почела изградња пројекта Београд на води, вредног 3,5 милијарди евра.
  - Поводом почетка изградње "Београда на води", одвојено су одржани протести Иницијативе "Не давимо Београд" и Демократске странке заједно са Новом странком.
    - Испред зграде Скупштине Црне Горе у Подгорици, одржан је протест опозиционог Демократског фронта (ДФ), који ће се наставити, како су најавили организатори, све док се не испуне њихови захтеви, а то су формирање прелазне владе и организовање фер избора.
      - На парламентарним изборима у Каталонији већину места освојиле су странке које се залажу за независност те шпанске покрајине.
- 28. септембар — Агенција НАСА потврдила да се на Марсу током лета јавља течна вода на површини.
- 30. септембар — Авиони Ваздушно-космичких снага Русије почели су да спроводе ваздушну операцију наношења прецизних удара по позицијама Исламске државе у Сирији.

### Октобар
- 10. октобар — Најмање 86 људи је погинуло, а више од 126 је повређено у две експлозије у центру Анкаре код железничке станице.
- 22. октобар — Народна скупштина Републике Српске усвојила декларацију о геноциду НДХ над Србима, Јеврејима и Ромима током Другог светског рата.
- 24. октобар — Полиција употребила сузавац и шок бомбе приликом сукоба са демонстрантима у Подгорици током протеста опозиционог Демократског фронта. Демонстранти испред Скупштине бацали петарде и бакље.
- 25. октобар — У остацима средњовековног града Рудника пронађен печат кнеза Лазара.
- 26. октобар — Светска здравствена организација уврстила сувомеснате производе и месне прерађевине на листу потенцијално канцерогених.
  - Земљотрес магнитуде 7,5 је погодио Авганистан и Пакистан, усмртивши најмање 280 особа и повредивши више од 800.
- 29. октобар — Власти НР Кине након 36 година укинуле закон о политици једног детета.
  - У 86. години преминуо је кошаркашки тренер Ранко Жеравица.
    - Бидија Деви Бандари је постала прва жена која је изабрана да буде председник Непала.
- 30. октобар — Најмање 56 особа је погинуло, а 180 повређено у експлозији и пожару у ноћном клубу „Колектив” из Букурешта.
- 31. октобар — Ербас А321 руске авио-компаније Когалимавија са 217 путника и 7 чланова посаде, срушио се на Синају непосредно по полетању из Шарм ел Шеика.

### Новембар
- 9. новембар — Генерална конференција Унеска одбацила је пријем Косова у ову организацију.
- 12. новембар — Најмање 37 особа је погинуло у два одвојена бомбашка напада у Бејруту.
- 12. новембар — Озлоглашени Џихадиста Џон убијен је америчким дроном у сиријском граду Рака.
- 13. новембар — Најмање 130 особа је убијено, а 352 рањено у серији пуцњава и експлозија у Паризу. Председник Франсоа Оланд је затворио државне границе и прогласио ванредно стање на територији целе Француске.
- 16. новембар — На основу договора земаља Шенгена, Србија је обавештена да ће доћи до затварања граница Словеније, Аустрије, Хрватске и Македоније.
- 18. новембар — У терористичком нападу у Сарајеву убијена два припадника Оружаних снага БиХ, док су три особе рањене.
- 19. новембар — У Београду преминула новинарка и глумица Дуња Ланго.
- 20. новембар — У терористичком нападу на хотел у Бамаку, исламисти убили најмање 29 особа.
- 22. новембар — Конзервативац Маурисио Макри победио је у другом кругу председничких избора у Аргентини.
  - Новак Ђоковић је освојио рекордни четврти узастопни Мастерс куп и пети укупно, победивши Роџера Федерера у финалу са 2-0.
- 24. новембар — Турска је оборила руски војни авион јер је, како је саопштено, летелица повредила њен ваздушни простор на граници са Сиријом.
  - Москва потврдила да је у Сирији оборен руски хеликоптер и да је том приликом пилот погинуо.
- 28. новембар — Председник Русије Владимир Путин одобрио је економске санкције против Турске као одговор на обарање руског авиона изнад Сирије.

### Децембар
- 2. децембар — Најмање 14 особа је убијено, а 17 рањено у нападу на центар за особе са посебним потребама у Сан Бернардину у Калифорнији. Пуцњава и у болници у Хјустону, убијена једна особа. У потери за бегунцем у Денверу нападач убијен, полицајац рањен. Окршај и у Савани, жена убијена, троје рањено.
- 2. — 4. децембар — У Београду је почела дводневна Министарска конференција ОЕБС.
- 3. децембар — Владимир Лазаревић, бивши генерал-пуковник Војске Југославије пуштен из Хашког трибунала након одслужења две трећине казне.
  - Британски борбени авиони извели су прве нападе против Исламске државе у Сирији, само неколико сати пошто је парламент усвојио одлуку о покретању такве акције, саопштило је британско Министарство одбране.
- 5. децембар — Нападач са мачетом повредио троје људи на станици метроа у Лондону, узвикујући Ово је за Сирију, пре него што га је полиција савладала.
- 12. децембар — На самиту COP21 у Паризу, представници 195 земаља усвојили су споразум о борби против глобалног загревања.
  - Женама у Саудијској Арабији дозвољено је да први пут гласају на изборима.
- 15. децембар — У 11.03.09 UTC ракетом Сојуз са космодрома Бајконур лансирана трочлана посада ка Међународној свемирској станици. Посаду су чинили Јуриј Маленченко из Роскосмоса, Тимоти Копра из Насе и Тимоти Пик из Европске свемирске агенције.
- 22. децембар — РН Фалкон 9 v1.1FT, након лансирања 11 сателита у орбиту, успешно је приземљила први степен недалеко од лансирне рампе са које је полетела.

## Рођења
- 2. мај — Принцеза Шарлот од Кембриџа

## Смрти

### Јануар
- 1. јануар — Улрих Бек, немачки социолог (*1944)
- 6. јануар — Властимил Бубњик, чешки хокејаш и фудбалер (*1931)[1]
- 7. јануар — Род Тејлор, аустралијски глумац (*1930)[2]
- 9. јануар — Младен Марков, српски писац (*1934)[3]
- 11. јануар:
  - Анита Екберг, шведска глумица и модел (*1931)
  - Јене Бузански, мађарски фудбалер и фудбалски тренер (*1925)[4]
- 19. јануар — Предраг Симић, професор Факултета политичких наука (*1954)[5]
- 21. јануар — Кемал Монтено, босанскохерцеговачки кантаутор, текстописац, композитор и шансоњер (*1948)[6]
- 23. јануар — Абдулах од Саудијске Арабије, краљ Саудијске Арабије (*1924)[7]
- 25. јануар:
  - Павле Минчић, српски глумац (*1931)[8]
  - Демис Русос, грчки поп и рок певач (*1946)[9]
- 27. јануар — Чарлс Хард Таунс, амерички физичар, добитник Нобелове награде за физику (*1915)[10]
- 31. јануар — Лизабет Скот, америчка глумица (*1922)[11]

### Фебруар
- 5. фебруар — Вал Логсдон Фич, амерички физичар, добитник Нобелове награде за физику (*1923)[12]
- 9. фебруар — Боба Стефановић, српски кантаутор, текстописац, композитор и шансоњер (*1946)[13]
- 14. фебруар — Фрањо Михалић, југословенски атлетичар и тренер (*1920)[14]
- 16. фебруар — Лорена Рохас, мексичка глумица и певачица (*1972)[15]
- 21. фебруар — Холм Зундхаусен, немачки историчар (*1942)
- 27. фебруар:
  - Борис Немцов, руски политичар (*1959)
  - Ленард Нимој, амерички глумац и редитељ (*1931)[16]
- 28. фебруар — Ентони Мејсон, амерички кошаркаш (*1966)

### Март
- 1. март — Мирослав Миња Дедић, српски позоришни и телевизијски редитељ и професор ФДУ (*1921)[17]
- 5. март — Влада Дивљан, српски рок музичар (*1958)[18]
- 8. март — Сем Сајмон, амерички продуцент (*1955)[19]
- 9. март:
  - Камиј Мифа, француска пливачица (*1989)[20]
  - Фрај Ото, немачки архитекта и грађевински инжењер (*1925)
  - Алексис Вастен, француски боксер (*1986)[21]
  - Флоренс Арто, француска једриличарка (*1957)
- 12. март — Тери Прачет, енглески писац (*1948)
- 23. март — Ли Гуангјао, сингапурски политичар (*1923)
- 26. март — Томас Транстремер, шведски писац, песник и преводилац, добитник Нобелове награде за књижевност (*1931)
- 28. март — Станимир Аврамовић, југословенски и српски глумац (*1924)[22]

### Април
- 1. април — Мисао Окава, најстарија жива особа на свету (*1898)[23]
- 6. април — Гертруда Вивер, најстарија жива особа на свету (*1898)[24]
- 13. април — Гинтер Грас, немачки књижевник (*1927)[25]
- 20. април — Никола Калај, хрватски хемичар (*1942)[26]
- 30. април — Бен Е. Кинг, амерички музичар (*1938)

### Мај
- 2. мај — Маја Плисецка, руска примабалерина (*1925)[27]
- 3. мај — Зоран Лаловић, српски рок музичар, продуцент и певач хеви метал групе Краљевски апартман (*1950)[28]
- 9. мај — Кенан Еврен, турски генерал и политичар
- 14. мај — Б. Б. Кинг, амерички блуз певач, текстописац и гитариста (*1925)[29]
- 18. мај — Рејмонд Гослинг, енглески физичар и молекуларни биолог (*1926)
- 23. мај — Џон Неш, амерички математичар, добитник Нобелове награде за економију (*1928)

### Јун
- 1. јун:
  - Владимир Фурдуј, српски рок музичар и бубњар Корни групе (*1943)[30]
  - Михајло Собољевски, учесник Народноослободилачке борбе, потпуковник ЈНА и један од најистакнутијих бораца пољског порекла у НОР-у (*1923)
- 7. јун — Кристофер Ли, енглески глумац (*1922)[31]
- 11. јун — Рон Муди, британски глумац, певач, композитор и писац (*1924)[32]
- 15. јун — Жана Фриске, руска глумица и певачица (*1974)[33]
- 17. јун:
  - Сулејман Демирел, турски политичар
  - Властимир Ђуза Стојиљковић, српски глумац (*1929)[34]
- 20. јун — Естер Бранд, јужноафричка атлетичарка (*1922)[35]
- 21. јун — Веијо Мери, фински писац (*1928)
- 26. јун — Јевгениј Примаков, некадашњи Премијер Русије (*1929)
- 29. јун — Јозеф Масопуст, чехословачки фудбалер (*1931)[36]

### Јул
- 3. јул — Горан Гогић, српски фудбалер (*1986)
- 5. јул — Јоичиро Намбу, амерички физичар јапанског порекла, добитник Нобелове награде за физику (*1921)[37]
- 10. јул — Омар Шариф, либанско-египатски глумац (*1932)[38]
- 13. јул — Илдико Шварценбергер, мађарски мачевалац (*1951)[39]
- 17. јул — Жил Бјанки, француски возач Формуле 1 (*1989)
- 19. јул — Галина Прозуменшикова, совјетска пливачица (*1948)[40]

### Август
- 6. август — Ђурђија Цветић, српска глумица (*1942)[41]
- 17. август — Арсен Дедић, кантаутор и шансоњер (*1938)[42]
- 27. август — Борис Аранђеловић, српски рок музичар и певач групе Смак (*1948)[43]
- 29. август — Милорад Екмечић, српски историчар и академик (*1928)[44]
- 30. август — Вес Крејвен, филмски режисер, најпознатији по хорор филмовима, Страва у Улици брестова и Врисак[45]

### Септембар
- 3. септембар — Чандра Бахадур Данги, најнижи човек у историји (*1939)
- 5. септембар — Mirko Vujković, српски спортски радник, свестрани спортиста, рукометаш, хокејаш и ватерполиста (*1943)
- 8. септембар — Мирослав Јосић Вишњић, српски књижевник (*1946)[46]
- 14. септембар — Миле Новаковић, бивши командант и генерал Српске војске Крајине (*1950)

### Октобар
- 1. октобар — Уснија Реџепова, српско-македонска певачица (*1946)[47]
- 24. октобар — Морин О’Хара, ирска глумица (*1920)[48]
- 29. октобар — Ранко Жеравица, српски и југословенски кошаркашки тренер (*1929)[49]

### Новембар
- 2. новембар — Петар Лаловић, српски филмски редитељ, сниматељ и сценариста (*1932)[50]
- 6. новембар - Перо Перовић, најстарији грађанин Црне Горе (*1909)
- 10. новембар — Хелмут Шмит, немачки политичар (*1918)
- 19. новембар — Дуња Ланго, ТВ водитељка и спикерка (*1941)[51]
- 22. новембар — Ким Џунг-сам, јужнокорејски политичар (*1927)

### Децембар
- 20. децембар — Блаже Алексоски, југословенски и македонски глумац (*1933)[52]
- 21. децембар — Дејан Брђовић, српски одбојкаш (*1966)[53]
- 27. децембар — Невенка Петрић, српска књижевница и учесница НОБ-а (*1927)
- 28. децембар — Леми Килмистер, енглески рок музичар (*1945)[54]
- 31. децембар — Натали Кол, америчка кантауторка (*1950)[55]
- 31. децембар — Вељко Губерина, српски адвокат (*1925)[56]

## Дани сећања
- 70. година победе над фашизмом

## Нобелове награде
- Физика — Такаки Каџити и Артур Макдоналд
- Хемија — Томас Линдал, Пол Модрич и Азиз Санкар
- Медицина — Вилијем Кембел и Сатоши Омура; Јују Ту
- Књижевност — Светлана Алексијевич
- Мир — Туниски квартет за национални дијалог
- Економија — Ангус Дитон